# Sistema Nacional de Recursos Fitogenéticos para la Alimentación y la Agricultura
El Sistema Nacional de Recursos Fitogenéticos para la Alimentación y la Agricultura (SINAREFI) es una de las tres áreas sustantivas del Servicio Nacional de Inspección y Certificación de Semillas (SNICS), el cual es un órgano desconcentrado de la Secretaría de Agricultura, Ganadería, Desarrollo Rural, Pesca y Alimentación (SAGARPA) en México.
Es considerado un mecanismo de coordinación que busca la integración de acciones y esfuerzos entre las diferentes instancias vinculadas con los Recursos Fitogenéticos para la alimentación y la agricultura (RFAA). A 2014 participan más de 60 instancias a nivel nacional con el fin de asegurar la conservación y aprovechamiento sustentable de dichos Recursos. Este Sistema es la estructura coordinadora a nivel nacional, con impacto para la toma de decisiones, que permite cumplir con los objetivos de conservación, aprovechamiento, así como del manejo integral y sustentable de los RFAA que garanticen la preservación de la riqueza fitogenética del país.
La unidad funcional del SINAREFI son sus redes por cultivo, los cuales deben ser nativos de México o que tuvieron su diversificación en el país y actualmente cuenta con 46 redes agrupadas en 5 Macro-Redes: Ornamentales, Básicos e Industriales, Hortalizas, Frutales, Impulso y Centros de Conservación.